# Tunisiella
Tunisiella is een geslacht van wantsen uit de familie van de Miridae (Blindwantsen). Het geslacht werd voor het eerst wetenschappelijk beschreven door Carapezza in 1997.

## Soorten
Het genus is monotypisch en bevat alleen de volgende soort:

- Tunisiella linnavuorii Carapezza, 1997